# 어반베이스
종합 리빙 플랫폼 어반베이스는 세상 모든 이들이 자신에게 맞는 ‘개인화된 공간’을 누릴 수 있는 세상을 꿈꾼다.
고객의 취향을 발견하는 것부터 시작해 상상 속의 공간을 가상에서 꾸며보고 꾸민 공간을 실제 공간으로 구현할 수 있도록 ‘3D·AR인테리어’와 ‘인테리어·스타일링’ 서비스를 통합적으로 제공하고 있다.

### 대표 서비스
1. 취향 발견부터 시작하는 인테리어&스타일링
2. 미리보는 3D 인테리어 어반베이스
3. 올인원 증강현실 앱 어반베이스 AR

#### 1-1. 인테리어&스타일링
취향이 중요한 시대에서 인테리어의 시작은 취향을 찾는 것에서부터 출발해야 한다. 몰랐던 취향과 라이프 스타일의 발견을 돕는 상담을 통해 나다운 공간을 만든다. 어반베이스는 고객의 취향을 찾을 수 있도록 세가지 상담 서비스를 제공한다.
서비스특징
1. 실내건축공사업 면허 보유로 믿을 수 있는 설계
2. 고객의 라이프스타일에 집중하는 프리미엄 상담 서비스
3. 3D시뮬레이션, AR 서비스로 공사 전 결과를 미리 확인
4. 전담 디자이너와 함께하는 체계적인 관리 시스템
5. 준공 체크 시스템으로 작은 A/S라도 100%진행

#### 1-2. 어반베이스 동탄
가상 인테리어 세계관을 구축해온 어반베이스가 한화호텔앤드리조트와 손을 잡고 선보이는 새로운 형태의 리빙·인테리어 특화 복합문화공간이다. 영감, 맞춤, 휴식 등 세 가지 테마로 구성된 어반베이스 동탄은 프리미엄 가구 전시와 취향 분석, 전문 디자이너와의 1:1 공간 컨설팅을 운영한다.
1. 800평 규모의 어반베이스 동탄에서는 한 곳에서 쉽게 볼 수 없는 최고의 리빙 브랜드들만 엄선하여 제안한다. 70여 개의 브랜드들로 연출한 공간을 통해 색다른 인테리어 영감을 받을 수 있다.
2. 어반베이스 스토어를 통해 전시에서 직접 체험한 스타일링과 제품들을 확인해보고 구매할 수 있다.
3. 실감형 기술을 더한 디지털 경험 극대화를 높였다. 가상의 공간에서 3D 인테리어를 체험해보고, 취향 분석 테스트를 통한 나에게 딱 맞는 공간 확인할 수 있다.
4. 어반베이스 전문 디자이너와 1:1 컨설팅 제공한다. 8개의 스타일룸과 라이프스타일 분석을 통한 공간별 컨셉을 제안한다.

#### 2-1. 어반베이스 3D 인테리어
전국 97%의 아파트 3D 공간에서 가상 인테리어를 해볼 수 있는 서비스이다. 상상했던 공간을 자유롭게 그려보며 인테리어 후의 모습을 파악할 수 있다. 별도 다운로드나 설치 없이 포털에서 ‘어반베이스’를 검색해 바로 이용 가능하다.
B2B에서는 API/SDK를 활용해, 기본 스타일링 기능에 발주·견적 및 고화질 렌더링 기능을 더해 자사 비즈니스 환경에 맞춰 사용할 수 있다. 현재 어반베이스 서비스는 LG전자, 신세계까사, 퍼시스그룹(일룸/데스커), 에이스침대, 니토리, 시마추, 소프트뱅크 등 국내 및 일본 대표 브랜드에서 공간 컨설팅 툴로 활용하고 있다.

#### 2-2. Auto / Live Sketch
공간을 실시간으로 만들어 주는 오토 스케치  Auto Sketch : 2D 도면 이미지를 단 몇 초 만에 3D 공간으로 자동 변환해주는 기술이다. 3D 공간데이터는 3차원의 형태로 존재하는 실내 공간데이터로, 그 중요성에도 불구하고 저효율 고비용 수집 방식으로 인해 대량으로 확보하는 데 어려움이 있었다. 하지만 오토 스케치를 활용하면 도면만으로도 누구나 쉽게, 단시간 안에 3D 공간을 데이터화 할 수 있다.
도면을 직접 그리는 라이브 스케치  Live Sketch : 사용자가 웹상에서 직접 2D 도면을 그리고 3D 공간으로  변환할 수 있다. 오토 스케치를 활용해 자동으로 3D 공간을 만들고, 라이브 스케치와 연동해 바로 수정을 할 수 있다.

#### 3-1. 어반베이스 AR
오프라인 쇼룸 방문 없이도, 제품과 공간의 핏(FIT)을 확인해볼 수 있는 증강현실 인테리어 서비스이다. 지난 2018년 1월 서비스를 처음 선보였고, 이후 공간분석 인공지능(Space AI)을 더해 공간 분석부터 제품 배치까지 한번에 가능한 올인원 증강현실 앱으로 개편했다.

#### 3-2. 대표 비즈니스 제휴
롯데하이마트 ‘AR 가상 배치 체험’ 서비스
에이스침대 ‘에이스룸’ 서비스